# 魯澤斯代市鎮
魯澤斯代市鎮（丹麥語：Rudersdal Kommune）是丹麥的一個市鎮，位於西蘭島東部，東隔厄勒海峽與瑞典相望。屬首都大区。面積73.8平方公里，2009年人口53,915人。首府霍爾特。
2007年1月1日由比克勒和瑟勒勒兩個市鎮合併而成。